# Bhaskar Vira
Bhaskar Vira es un académico indio, catedrático de Economía Política y actual Vicerrector de Educación de la Universidad de Cambridge. Desde 2019 hasta 2022 era Jefe del Departamento de Geografía de la Universidad de Cambridge. Fue el director fundador del Instituto de Investigación de Conservación de la Universidad de Cambridge (en inglés University of Cambridge Conservation Research Institute) y es miembro del Fitzwilliam College, Cambridge . En 2018, la Royal Geographical Society le otorgó la Medalla Busk por sus contribuciones en los campos del medio ambiente, el desarrollo y la economía. En 2021, fue elegido miembro de la Academia de Ciencias Sociales por sus contribuciones a las ciencias sociales.

## Biografía
Vira nació en Nueva Delhi, India y se educó en The Doon School en Dehradun . Después de Doon, fue a St. Stephen's College, Delhi para obtener una licenciatura en economía y luego obtuvo una segunda licenciatura en St. John's College, Cambridge . Luego se quedó en Cambridge para obtener una maestría y un doctorado en economía y economía política, respectivamente.

## Carrera profesional
Mientras trabajaba en su doctorado, Vira dio una conferencia en St. John's College, Cambridge en 1993-1994. Después de recibir su doctorado en 1994, Vira se convirtió en investigador en el Centro de Oxford para el Medio Ambiente, la Ética y la Sociedad (en inglés Oxford Centre for Environment, Ethics and Society) en Mansfield College, Universidad de Oxford, y permaneció allí hasta 1997. Luego, se unió al Departamento de Geografía de la Universidad de Cambridge y se convirtió en catedrático y tutor de posgrado en Fitzwilliam College, Cambridge . En 2013, se convirtió en el director fundador del Instituto de Investigación para la Conservación de la Universidad de Cambridge. Fue nombrado Jefe del Departamento de Geografía de la Universidad de Cambridge en octubre de 2019. Escribe regularmente para varios periódicos y revistas, incluidos The Guardian, The Independent, Quartz, y The Wire . Fue galardonado con la Medalla Busk por la Royal Geographical Society en 2018, por sus contribuciones interdisciplinarias en los campos del medio ambiente, el desarrollo y la economía. En 2021, fue elegido miembro de la Academia de Ciencias Sociales por sus contribuciones a las ciencias sociales.

## Publicaciones seleccionadas
- Vira, Bhaskar (1995). Rights, Property Rights, and their Protection: Implications for the Analysis of Environmental Policy. Oxford Centre for the Environment, Ethics & Society. ISBN 978-1900316019.[15]
- Vira, Bhaskar, ed. (2001). Conflict and Cooperation in Participating Natural Resource Management. Palgrave Macmillan UK. ISBN 978-0-230-59661-0.[16]
- Vira, Bhaskar; Jeffery, eds. (2001). Analytical Issues in Participatory Natural Resources. Palgrave Macmillan UK. ISBN 978-0333792766.[17]
- Vira, Bhaskar; Wildburger, eds. (2015). Forests and Food: Addressing Hunger and Nutrition Across Sustainable Landscapes. Open Book. ISBN 978-1783741946.[18]